# 28ª edizione della LG Cup
La 28ª edizione della LG Cup è stata una competizione di Go internazionale, disputata tra il 2023 e l'inizio del 2024. Organizzata dal The Chosun Ilbo, la competizione è sostenuta dalla SBS e sponsorizzata dalla Lucky Goldstar. Il sudcoreano Shin Jin-seo ha vinto questa edizione sconfiggendo il connazionale Byun Sang-il.

## Partecipanti
I partecipanti alla competizione sono vincitore e finalista dell'edizione precedente, più:
- 12 dalla Hanguk Kiwon, la federazione della Corea del Sud (di cui otto tramite un torneo di qualificazione);
- 6 dalla Zhōngguó Wéiqí Xiéhuì, la federazione della Cina (di cui quattro tramite un torneo di qualificazione);
- 3 dalla Nihon Ki-in, la federazione del Giappone (di cui uno tramite un torneo di qualificazione);
- 1 dalla Taiwan Chi Yuan, la federazione di Taiwan, tramite un torneo di qualificazione.

| Corea del Sud | Cina | Giappone                                                | Taiwan          |
| --- | --- | ------------------------------------------------------- | --------------- |
| 1. Shin Jin-seo 9d 2. Park Jung-hwan 9d 3. Byun Sang-il 9d 4. An Kuk-hyun 9d 5. Shin Min-jun 9d 6. Kim Myeong-hoon 9d 7. An Sung-joon 9d 8. Han Seung-joo 9d 9. Seol Hyun-jun 8d 10. Kim Jung-hyun 8d 11. Park Sang-jin 7d 12. Han Tae-hee 7d | 1. Ding Hao 9d 2. Yang Dingxin 9d 3. Ke Jie 9d 4. Mi Yuting 9d 5. Li Xuanhao 9d 6. Gu Zihao 9d 7. Li Weiqing 9d 8. Wang Xinghao 8d | 1. Shibano Toramaru 9d 2. Kyo Kagen 9d 3. Yu Zhengqi 8d | 1. Lai Junfu 8d |
| Nota: Ding Hao 9d e Yang Dingxin 9d sono qualificati come vincitore e finalista dell'edizione precedente | |                                                         |                 |

## Torneo

### Tabellone
|  | Primo turno 29 maggio 2023 Gyeonggi | Primo turno 29 maggio 2023 Gyeonggi |  |  | Secondo turno 31 maggio 2023 Gyeonggi | Secondo turno 31 maggio 2023 Gyeonggi |                 |                  | Quarti di finale 11 dicembre 2023 | Quarti di finale 11 dicembre 2023 |  |  | Semifinale 13 dicembre 2023 | Semifinale 13 dicembre 2023 |  |  | Finale 29 gennaio–1º febbraio 2024 | Finale 29 gennaio–1º febbraio 2024 |
|  |                                     |                                     |  |  |                                       |                                       |                 |                  |                                   |                                   |  |  |                             |                             |  |  |                                    |                                    |
|  | Han Seung-joo 9d                    | N+R                                 |  |  |                                       |                                       |                 |                  |                                   |                                   |  |  |                             |                             |  |  |                                    |                                    |
|  | Lai Junfu 8d                        |                                     |  |  | Han Seung-joo 9d                      | B+R                                   |                 |                  |                                   |                                   |  |  |                             |                             |  |  |                                    |                                    |
|  |                                     |                                     |  |  | Ding Hao 9d                           |                                       |                 |                  |                                   |                                   |  |  |                             |                             |  |  |                                    |                                    |
|  |                                     |                                     |  |  |                                       |                                       |                 | Han Seung-joo 9d |                                   |                                   |  |  |                             |                             |  |  |                                    |                                    |
|  |                                     |                                     |  |  | Ke Jie 9d                             | N+R                                   |                 |                  |                                   |                                   |  |  |                             |                             |  |  |                                    |                                    |
|  |                                     |                                     |  |  | Ke Jie 9d                             | N+R                                   |                 |                  |                                   |                                   |  |  |                             |                             |  |  |                                    |                                    |
|  |                                     |                                     |  |  | Shin Min-jun 9d                       |                                       |                 |                  |                                   |                                   |  |  |                             |                             |  |  |                                    |                                    |
|  |                                     |                                     |  |  |                                       |                                       |                 | Ke Jie 9d        |                                   |                                   |  |  |                             |                             |  |  |                                    |                                    |
|  | Li Xuanhao 9d                       | B+R                                 |  |  | Shin Jin-seo 9d                       | N+1,5                                 |                 |                  |                                   |                                   |  |  |                             |                             |  |  |                                    |                                    |
|  | An Kuk-hyun 9d                      |                                     |  |  | Li Xuanhao 9d                         |                                       |                 |                  |                                   |                                   |  |  |                             |                             |  |  |                                    |                                    |
|  |                                     |                                     |  |  | Shin Jin-seo 9d                       | B+R                                   |                 |                  |                                   |                                   |  |  |                             |                             |  |  |                                    |                                    |
|  |                                     |                                     |  |  |                                       |                                       | Shin Jin-seo 9d | B+R              |                                   |                                   |  |  |                             |                             |  |  |                                    |                                    |
|  | Gu Zihao 9d                         | N+R                                 |  |  | Gu Zihao 9d                           |                                       |                 |                  |                                   |                                   |  |  |                             |                             |  |  |                                    |                                    |
|  | Park Sang-jin 7d                    |                                     |  |  | Gu Zihao 9d                           | B+R                                   |                 |                  |                                   |                                   |  |  |                             |                             |  |  |                                    |                                    |
|  |                                     |                                     |  |  | Shibano Toramaru 9d                   |                                       |                 |                  |                                   |                                   |  |  |                             |                             |  |  |                                    |                                    |
|  |                                     |                                     |  |  |                                       |                                       |                 | Shin Jin-seo 9d  | 2                                 |                                   |  |  |                             |                             |  |  |                                    |                                    |
|  | Seol Hyun-jun 8d                    |                                     |  |  | Byun Sang-il 9d                       | 0                                     |                 |                  |                                   |                                   |  |  |                             |                             |  |  |                                    |                                    |
|  | Yu Zhengqi 8d                       | B+R                                 |  |  | Yu Zhengqi 8d                         |                                       |                 |                  |                                   |                                   |  |  |                             |                             |  |  |                                    |                                    |
|  |                                     |                                     |  |  | Byun Sang-il 9d                       | N+R                                   |                 |                  |                                   |                                   |  |  |                             |                             |  |  |                                    |                                    |
|  |                                     |                                     |  |  |                                       |                                       | Byun Sang-il 9d | N+R              |                                   |                                   |  |  |                             |                             |  |  |                                    |                                    |
|  |                                     |                                     |  |  | Wang Xinghao 8d                       |                                       |                 |                  |                                   |                                   |  |  |                             |                             |  |  |                                    |                                    |
|  |                                     |                                     |  |  | Wang Xinghao 8d                       | B+R                                   |                 |                  |                                   |                                   |  |  |                             |                             |  |  |                                    |                                    |
|  |                                     |                                     |  |  | Park Jung-hwan 9d                     |                                       |                 |                  |                                   |                                   |  |  |                             |                             |  |  |                                    |                                    |
|  |                                     |                                     |  |  |                                       |                                       | Byun Sang-il 9d | B+R              |                                   |                                   |  |  |                             |                             |  |  |                                    |                                    |
|  | Kyo Kagen 9d                        |                                     |  |  | Mi Yuting 9d                          |                                       |                 |                  |                                   |                                   |  |  |                             |                             |  |  |                                    |                                    |
|  | An Sung-joon 9d                     | B+R                                 |  |  | An Sung-joon 9d                       | B+R                                   |                 |                  |                                   |                                   |  |  |                             |                             |  |  |                                    |                                    |
|  |                                     |                                     |  |  | Yang Dingxin 9d                       |                                       |                 |                  |                                   |                                   |  |  |                             |                             |  |  |                                    |                                    |
|  |                                     |                                     |  |  |                                       |                                       | An Sung-joon 9d |                  |                                   |                                   |  |  |                             |                             |  |  |                                    |                                    |
|  | Mi Yuting 9d                        | B+R                                 |  |  | Mi Yuting 9d                          | N+R                                   |                 |                  |                                   |                                   |  |  |                             |                             |  |  |                                    |                                    |
|  | Han Tae-hee 7d                      |                                     |  |  | Mi Yuting 9d                          | B+R                                   |                 |                  |                                   |                                   |  |  |                             |                             |  |  |                                    |                                    |
|  |                                     |                                     |  |  | Kim Jung-hyun 8d                      |                                       |                 |                  |                                   |                                   |  |  |                             |                             |  |  |                                    |                                    |
|  |                                     |                                     |  |  |                                       |                                       |                 |                  |                                   |                                   |  |  |                             |                             |  |  |                                    |                                    |

## Finale
La finale è stata una sfida al meglio delle tre partite, disputata tra i due finalisti, entrambi sudcoreani: Shin Jin-seo, numero uno al mondo, e Byun Sang-il, numero otto al mondo.
Shin ha vinto la serie per 2-0, vincendo così la Coppa LG per la terza volta in quattro finali.